# Lista di asteroidi (611001-612000)
Di seguito una lista di asteroidi dal numero 611001  al 612000 con data di scoperta e scopritore.

## 611001–611100
| Nome              | Designazione provvisoria | Data di scoperta  | Scopritore             |
| ----------------- | ------------------------ | ----------------- | ---------------------- |
| 611001            | 2006 QN38                | 18 agosto 2006    | LONEOS                 |
| 611002            | 2006 QX40                | 17 agosto 2006    | NEAT                   |
| 611003            | 2006 QJ41                | 17 agosto 2006    | NEAT                   |
| 611004            | 2006 QA43                | 22 luglio 2006    | Mount Lemmon Survey    |
| 611005            | 2006 QM49                | 22 agosto 2006    | NEAT                   |
| 611006            | 2006 QQ49                | 24 agosto 2006    | LINEAR                 |
| 611007            | 2006 QN54                | 17 agosto 2006    | NEAT                   |
| 611008            | 2006 QL55                | 20 agosto 2006    | NEAT                   |
| 611009            | 2006 QN57                | 27 agosto 2006    | L. Buzzi               |
| 611010            | 2006 QX57                | 18 luglio 2006    | SSS                    |
| 611011            | 2006 QK59                | 26 maggio 2006    | Mount Lemmon Survey    |
| 611012            | 2006 QR66                | 21 agosto 2006    | Spacewatch             |
| 611013            | 2006 QU70                | 21 agosto 2006    | Spacewatch             |
| 611014            | 2006 QJ71                | 21 agosto 2006    | Spacewatch             |
| 611015            | 2006 QZ71                | 21 agosto 2006    | Spacewatch             |
| 611016            | 2006 QX75                | 21 agosto 2006    | Spacewatch             |
| 611017            | 2006 QE78                | 22 agosto 2006    | NEAT                   |
| 611018            | 2006 QM85                | 27 agosto 2006    | Spacewatch             |
| 611019            | 2006 QW85                | 27 agosto 2006    | Spacewatch             |
| 611020            | 2006 QK94                | 19 agosto 2006    | Spacewatch             |
| 611021            | 2006 QO94                | 17 agosto 2006    | NEAT                   |
| 611022            | 2006 QT94                | 21 agosto 2006    | Spacewatch             |
| 611023            | 2006 QX94                | 20 agosto 2006    | NEAT                   |
| 611024            | 2006 QK95                | 17 agosto 2006    | NEAT                   |
| 611025            | 2006 QC97                | 19 agosto 2006    | LONEOS                 |
| 611026            | 2006 QJ98                | 22 agosto 2006    | NEAT                   |
| 611027            | 2006 QX98                | 2 aprile 2005     | Mount Lemmon Survey    |
| 611028            | 2006 QT99                | 21 agosto 2006    | NEAT                   |
| 611029            | 2006 QF110               | 28 agosto 2006    | Spacewatch             |
| 611030            | 2006 QD123               | 29 agosto 2006    | CSS                    |
| 611031            | 2006 QB126               | 28 agosto 2006    | SSS                    |
| 611032            | 2006 QO130               | 3 novembre 2007   | Mount Lemmon Survey    |
| 611033            | 2006 QR132               | 21 giugno 2006    | CSS                    |
| 611034            | 2006 QW133               | 24 agosto 2006    | LINEAR                 |
| 611035            | 2006 QZ137               | 16 agosto 2006    | NEAT                   |
| 611036            | 2006 QL145               | 18 agosto 2006    | Spacewatch             |
| 611037            | 2006 QE151               | 19 agosto 2006    | Spacewatch             |
| 611038            | 2006 QV159               | 19 agosto 2006    | Spacewatch             |
| 611039            | 2006 QS160               | 19 agosto 2006    | Spacewatch             |
| 611040            | 2006 QW167               | 30 agosto 2006    | LONEOS                 |
| 611041            | 2006 QD178               | 27 agosto 2006    | Spacewatch             |
| 611042            | 2006 QJ178               | 27 agosto 2006    | Spacewatch             |
| 611043            | 2006 QJ180               | 28 agosto 2006    | Spacewatch             |
| 611044            | 2006 QS185               | 12 marzo 2005     | Spacewatch             |
| 611045            | 2006 QV188               | 11 gennaio 2008   | Spacewatch             |
| 611046            | 2006 QY188               | 18 agosto 2006    | Spacewatch             |
| 611047            | 2006 QL189               | 28 agosto 2006    | CSS                    |
| 611048            | 2006 QS189               | 26 agosto 2013    | Pan-STARRS             |
| 611049            | 2006 QT189               | 27 agosto 2006    | Spacewatch             |
| 611050            | 2006 QC191               | 20 giugno 2013    | Mount Lemmon Survey    |
| 611051            | 2006 QF193               | 19 agosto 2006    | Spacewatch             |
| 611052            | 2006 QJ193               | 27 agosto 2006    | Spacewatch             |
| 611053            | 2006 QN196               | 2 ottobre 2016    | Mount Lemmon Survey    |
| 611054            | 2006 QX198               | 7 novembre 2007   | Spacewatch             |
| 611055            | 2006 QE199               | 4 settembre 2011  | Pan-STARRS             |
| 611056            | 2006 QA203               | 27 agosto 2006    | Spacewatch             |
| 611057            | 2006 QR203               | 29 agosto 2006    | LUSS                   |
| 611058            | 2006 QC204               | 18 agosto 2006    | Spacewatch             |
| 611059            | 2006 QK204               | 28 agosto 2006    | Spacewatch             |
| 611060            | 2006 QO204               | 21 agosto 2006    | Spacewatch             |
| 611061            | 2006 QN205               | 27 agosto 2006    | Spacewatch             |
| 611062            | 2006 QR205               | 29 agosto 2006    | Spacewatch             |
| 611063            | 2006 QX205               | 19 agosto 2006    | Spacewatch             |
| 611064 Jeroenstil | 2006 RF3                 | 14 settembre 2006 | D. D. Balam            |
| 611065            | 2006 RO8                 | 24 agosto 2006    | NEAT                   |
| 611066            | 2006 RG9                 | 22 agosto 2006    | NEAT                   |
| 611067            | 2006 RQ14                | 14 settembre 2006 | Spacewatch             |
| 611068            | 2006 RB20                | 18 agosto 2006    | Spacewatch             |
| 611069            | 2006 RF20                | 28 agosto 2006    | R. A. Tucker           |
| 611070 Hsurueron  | 2006 RG23                | 21 luglio 2006    | Lulin                  |
| 611071            | 2006 RA25                | 14 settembre 2006 | Spacewatch             |
| 611072            | 2006 RC30                | 22 agosto 2006    | NEAT                   |
| 611073            | 2006 RB35                | 28 agosto 2006    | R. A. Tucker           |
| 611074            | 2006 RJ37                | 22 agosto 2006    | NEAT                   |
| 611075            | 2006 RL44                | 14 settembre 2006 | Spacewatch             |
| 611076            | 2006 RK45                | 14 settembre 2006 | Spacewatch             |
| 611077            | 2006 RG46                | 14 settembre 2006 | Spacewatch             |
| 611078            | 2006 RX48                | 14 settembre 2006 | Spacewatch             |
| 611079            | 2006 RK67                | 15 settembre 2006 | Spacewatch             |
| 611080            | 2006 RS79                | 15 settembre 2006 | Spacewatch             |
| 611081            | 2006 RV82                | 15 settembre 2006 | Spacewatch             |
| 611082            | 2006 RJ90                | 15 settembre 2006 | Spacewatch             |
| 611083            | 2006 RZ93                | 15 settembre 2006 | Spacewatch             |
| 611084            | 2006 RT98                | 15 settembre 2006 | Spacewatch             |
| 611085            | 2006 RK106               | 26 settembre 2006 | Spacewatch             |
| 611086            | 2006 RK108               | 25 settembre 2006 | Mount Lemmon Survey    |
| 611087            | 2006 RF109               | 14 settembre 2006 | J. Masiero, R. Jedicke |
| 611088            | 2006 RX110               | 14 settembre 2006 | J. Masiero, R. Jedicke |
| 611089            | 2006 RC112               | 14 settembre 2006 | Spacewatch             |
| 611090            | 2006 RG114               | 14 settembre 2006 | J. Masiero, R. Jedicke |
| 611091            | 2006 RS119               | 25 settembre 2006 | Mount Lemmon Survey    |
| 611092            | 2006 RU123               | 15 settembre 2006 | Spacewatch             |
| 611093            | 2006 RZ124               | 15 settembre 2006 | Spacewatch             |
| 611094            | 2006 RU125               | 15 settembre 2006 | Spacewatch             |
| 611095            | 2006 RV125               | 15 settembre 2006 | Spacewatch             |
| 611096            | 2006 SU10                | 16 settembre 2006 | Spacewatch             |
| 611097            | 2006 SA14                | 17 settembre 2006 | Spacewatch             |
| 611098            | 2006 SE29                | 17 settembre 2006 | Spacewatch             |
| 611099            | 2006 SC30                | 29 agosto 2006    | CSS                    |
| 611100            | 2006 ST31                | 17 settembre 2006 | Spacewatch             |

## 611101–611200
| Nome   | Designazione provvisoria | Data di scoperta  | Scopritore          |
| ------ | ------------------------ | ----------------- | ------------------- |
| 611101 | 2006 SF35                | 17 settembre 2006 | Spacewatch          |
| 611102 | 2006 SO42                | 14 settembre 2006 | Spacewatch          |
| 611103 | 2006 SD44                | 29 agosto 2006    | CSS                 |
| 611104 | 2006 SG45                | 18 settembre 2006 | Spacewatch          |
| 611105 | 2006 SA52                | 18 settembre 2006 | LINEAR              |
| 611106 | 2006 SR52                | 19 settembre 2006 | CSS                 |
| 611107 | 2006 SZ58                | 16 settembre 2006 | CSS                 |
| 611108 | 2006 SL63                | 28 agosto 2006    | Spacewatch          |
| 611109 | 2006 SR65                | 19 settembre 2006 | Spacewatch          |
| 611110 | 2006 SL67                | 15 marzo 2004     | Spacewatch          |
| 611111 | 2006 SX76                | 20 settembre 2006 | Spacewatch          |
| 611112 | 2006 ST80                | 5 dicembre 2007   | Spacewatch          |
| 611113 | 2006 SJ83                | 18 settembre 2006 | Spacewatch          |
| 611114 | 2006 SE86                | 18 settembre 2006 | Spacewatch          |
| 611115 | 2006 SL86                | 14 settembre 2006 | Spacewatch          |
| 611116 | 2006 SH92                | 18 settembre 2006 | Spacewatch          |
| 611117 | 2006 ST100               | 19 settembre 2006 | Spacewatch          |
| 611118 | 2006 SL102               | 19 settembre 2006 | Spacewatch          |
| 611119 | 2006 SH103               | 19 settembre 2006 | Spacewatch          |
| 611120 | 2006 SF104               | 19 settembre 2006 | Spacewatch          |
| 611121 | 2006 SR104               | 19 settembre 2006 | Spacewatch          |
| 611122 | 2006 SC107               | 19 settembre 2006 | Spacewatch          |
| 611123 | 2006 SG107               | 19 settembre 2006 | Spacewatch          |
| 611124 | 2006 SA110               | 20 settembre 2006 | Spacewatch          |
| 611125 | 2006 SO114               | 14 settembre 2006 | Spacewatch          |
| 611126 | 2006 SN115               | 27 agosto 2006    | Spacewatch          |
| 611127 | 2006 SX131               | 16 settembre 2006 | CSS                 |
| 611128 | 2006 ST135               | 13 agosto 2006    | NEAT                |
| 611129 | 2006 SY136               | 20 settembre 2006 | CSS                 |
| 611130 | 2006 SP138               | 20 settembre 2006 | NEAT                |
| 611131 | 2006 SN140               | 22 settembre 2006 | CSS                 |
| 611132 | 2006 SP143               | 19 settembre 2006 | Spacewatch          |
| 611133 | 2006 SL147               | 19 settembre 2006 | Spacewatch          |
| 611134 | 2006 SD153               | 20 settembre 2006 | Spacewatch          |
| 611135 | 2006 SE157               | 30 ottobre 1999   | Spacewatch          |
| 611136 | 2006 SV161               | 21 luglio 2006    | Mount Lemmon Survey |
| 611137 | 2006 SF163               | 24 settembre 2006 | Spacewatch          |
| 611138 | 2006 SC166               | 25 settembre 2006 | Spacewatch          |
| 611139 | 2006 SO166               | 7 aprile 2005     | Spacewatch          |
| 611140 | 2006 SL170               | 17 settembre 2006 | Spacewatch          |
| 611141 | 2006 SM170               | 17 settembre 2006 | Spacewatch          |
| 611142 | 2006 SN171               | 17 settembre 2006 | Spacewatch          |
| 611143 | 2006 SA172               | 25 settembre 2006 | Spacewatch          |
| 611144 | 2006 SG172               | 25 settembre 2006 | Spacewatch          |
| 611145 | 2006 SW172               | 25 settembre 2006 | Spacewatch          |
| 611146 | 2006 SV174               | 25 settembre 2006 | Mount Lemmon Survey |
| 611147 | 2006 SM176               | 25 settembre 2006 | Mount Lemmon Survey |
| 611148 | 2006 SX182               | 25 settembre 2006 | Spacewatch          |
| 611149 | 2006 SP187               | 23 agosto 2006    | NEAT                |
| 611150 | 2006 SX190               | 26 settembre 2006 | Mount Lemmon Survey |
| 611151 | 2006 SD195               | 23 settembre 2006 | Spacewatch          |
| 611152 | 2006 SZ211               | 26 settembre 2006 | Mount Lemmon Survey |
| 611153 | 2006 SL213               | 26 marzo 2004     | Spacewatch          |
| 611154 | 2006 SB216               | 27 settembre 2006 | Spacewatch          |
| 611155 | 2006 SF225               | 26 settembre 2006 | Spacewatch          |
| 611156 | 2006 SR225               | 26 settembre 2006 | Spacewatch          |
| 611157 | 2006 SS225               | 14 febbraio 2004  | Spacewatch          |
| 611158 | 2006 SC231               | 26 settembre 2006 | Spacewatch          |
| 611159 | 2006 SO231               | 19 agosto 2001    | Cerro Tololo Obs.   |
| 611160 | 2006 SG232               | 26 settembre 2006 | Spacewatch          |
| 611161 | 2006 SW234               | 26 settembre 2006 | Spacewatch          |
| 611162 | 2006 SY237               | 18 settembre 2006 | Spacewatch          |
| 611163 | 2006 SL248               | 26 settembre 2006 | Mount Lemmon Survey |
| 611164 | 2006 SL251               | 12 settembre 2001 | Spacewatch          |
| 611165 | 2006 SH252               | 26 settembre 2006 | Spacewatch          |
| 611166 | 2006 SH253               | 26 settembre 2006 | Mount Lemmon Survey |
| 611167 | 2006 SW255               | 19 agosto 2006    | Spacewatch          |
| 611168 | 2006 SU272               | 13 maggio 2005    | Spacewatch          |
| 611169 | 2006 SN277               | 28 settembre 2006 | Spacewatch          |
| 611170 | 2006 SV294               | 17 settembre 2006 | Spacewatch          |
| 611171 | 2006 SC305               | 27 settembre 2006 | Spacewatch          |
| 611172 | 2006 SS308               | 17 settembre 2006 | Spacewatch          |
| 611173 | 2006 SS317               | 27 settembre 2006 | Spacewatch          |
| 611174 | 2006 SY321               | 27 settembre 2006 | Spacewatch          |
| 611175 | 2006 SK322               | 21 luglio 2006    | Mount Lemmon Survey |
| 611176 | 2006 SR325               | 19 settembre 2006 | Spacewatch          |
| 611177 | 2006 ST329               | 27 settembre 2006 | Spacewatch          |
| 611178 | 2006 SX329               | 27 settembre 2006 | Spacewatch          |
| 611179 | 2006 SS330               | 28 settembre 2006 | Spacewatch          |
| 611180 | 2006 SL334               | 28 settembre 2006 | Spacewatch          |
| 611181 | 2006 SZ334               | 28 settembre 2006 | Spacewatch          |
| 611182 | 2006 SQ336               | 14 settembre 2006 | Spacewatch          |
| 611183 | 2006 SV336               | 28 settembre 2006 | Spacewatch          |
| 611184 | 2006 SO338               | 14 settembre 2006 | Spacewatch          |
| 611185 | 2006 SU340               | 28 settembre 2006 | Spacewatch          |
| 611186 | 2006 SS341               | 28 settembre 2006 | Spacewatch          |
| 611187 | 2006 SY342               | 28 settembre 2006 | Spacewatch          |
| 611188 | 2006 SU344               | 28 settembre 2006 | Spacewatch          |
| 611189 | 2006 SL345               | 28 settembre 2006 | Spacewatch          |
| 611190 | 2006 SY347               | 24 settembre 2006 | Spacewatch          |
| 611191 | 2006 SF348               | 18 settembre 2006 | Spacewatch          |
| 611192 | 2006 SQ357               | 30 settembre 2006 | Mount Lemmon Survey |
| 611193 | 2006 SQ361               | 30 settembre 2006 | Mount Lemmon Survey |
| 611194 | 2006 SY363               | 27 settembre 2006 | Spacewatch          |
| 611195 | 2006 SF370               | 19 settembre 2006 | CSS                 |
| 611196 | 2006 SY379               | 27 settembre 2006 | SDSS Collaboration  |
| 611197 | 2006 SE381               | 27 settembre 2006 | SDSS Collaboration  |
| 611198 | 2006 SG382               | 18 settembre 2006 | SDSS Collaboration  |
| 611199 | 2006 SG388               | 30 settembre 2006 | SDSS Collaboration  |
| 611200 | 2006 SJ394               | 28 agosto 2006    | SDSS Collaboration  |

## 611201–611300
| Nome   | Designazione provvisoria | Data di scoperta  | Scopritore            |
| ------ | ------------------------ | ----------------- | --------------------- |
| 611201 | 2006 SW397               | 28 settembre 2006 | Mount Lemmon Survey   |
| 611202 | 2006 SZ397               | 27 settembre 2006 | Mount Lemmon Survey   |
| 611203 | 2006 SQ406               | 18 settembre 2006 | Spacewatch            |
| 611204 | 2006 SS407               | 25 settembre 2006 | Spacewatch            |
| 611205 | 2006 SN409               | 19 agosto 2006    | Spacewatch            |
| 611206 | 2006 SB410               | 17 settembre 2006 | Spacewatch            |
| 611207 | 2006 SJ411               | 30 settembre 2006 | Mount Lemmon Survey   |
| 611208 | 2006 SK411               | 30 settembre 2006 | Mount Lemmon Survey   |
| 611209 | 2006 SK416               | 28 settembre 2006 | Spacewatch            |
| 611210 | 2006 SL416               | 21 dicembre 2014  | Pan-STARRS            |
| 611211 | 2006 SA421               | 10 gennaio 2013   | Pan-STARRS            |
| 611212 | 2006 SA423               | 25 settembre 2006 | Mount Lemmon Survey   |
| 611213 | 2006 SD423               | 25 settembre 2006 | CSS                   |
| 611214 | 2006 SE424               | 15 settembre 2006 | Spacewatch            |
| 611215 | 2006 SH425               | 18 settembre 2006 | Spacewatch            |
| 611216 | 2006 SQ425               | 25 settembre 2006 | Spacewatch            |
| 611217 | 2006 SR425               | 17 febbraio 2015  | Pan-STARRS            |
| 611218 | 2006 SS425               | 27 settembre 2006 | Spacewatch            |
| 611219 | 2006 SC426               | 1 luglio 2013     | Pan-STARRS            |
| 611220 | 2006 SD426               | 19 settembre 2006 | Spacewatch            |
| 611221 | 2006 SE428               | 1 febbraio 2015   | Pan-STARRS            |
| 611222 | 2006 SO431               | 17 settembre 2006 | Spacewatch            |
| 611223 | 2006 SC433               | 31 dicembre 2007  | Mount Lemmon Survey   |
| 611224 | 2006 SS433               | 18 dicembre 2007  | Spacewatch            |
| 611225 | 2006 SV433               | 21 ottobre 2017   | Mount Lemmon Survey   |
| 611226 | 2006 SY433               | 18 dicembre 2007  | Mount Lemmon Survey   |
| 611227 | 2006 SP434               | 13 marzo 2012     | Mount Lemmon Survey   |
| 611228 | 2006 SX434               | 15 settembre 2006 | Spacewatch            |
| 611229 | 2006 SB437               | 30 ottobre 2017   | Pan-STARRS            |
| 611230 | 2006 SN439               | 5 marzo 2013      | A. Oreshko            |
| 611231 | 2006 SS439               | 25 febbraio 2012  | CSS                   |
| 611232 | 2006 SZ439               | 17 settembre 2006 | Spacewatch            |
| 611233 | 2006 SC440               | 2 settembre 2011  | Pan-STARRS            |
| 611234 | 2006 SD440               | 24 ottobre 2011   | Pan-STARRS            |
| 611235 | 2006 SF440               | 6 maggio 2014     | Pan-STARRS            |
| 611236 | 2006 SO440               | 21 ottobre 2011   | Spacewatch            |
| 611237 | 2006 SZ440               | 23 dicembre 2012  | Pan-STARRS            |
| 611238 | 2006 SR445               | 16 settembre 2006 | Spacewatch            |
| 611239 | 2006 SS448               | 30 settembre 2006 | Mount Lemmon Survey   |
| 611240 | 2006 SA449               | 17 settembre 2006 | Spacewatch            |
| 611241 | 2006 SJ449               | 20 settembre 2006 | CSS                   |
| 611242 | 2006 SQ449               | 18 settembre 2006 | Spacewatch            |
| 611243 | 2006 SP450               | 28 settembre 2006 | Spacewatch            |
| 611244 | 2006 SL451               | 27 settembre 2006 | Mount Lemmon Survey   |
| 611245 | 2006 SC452               | 25 settembre 2006 | Spacewatch            |
| 611246 | 2006 SE452               | 27 settembre 2006 | Mount Lemmon Survey   |
| 611247 | 2006 SJ455               | 25 settembre 2006 | Spacewatch            |
| 611248 | 2006 TO3                 | 2 ottobre 2006    | Mount Lemmon Survey   |
| 611249 | 2006 TV5                 | 5 luglio 2005     | Mount Lemmon Survey   |
| 611250 | 2006 TE7                 | 28 settembre 2006 | Spacewatch            |
| 611251 | 2006 TF11                | 14 ottobre 2006   | K. Sárneczky, Z. Kuli |
| 611252 | 2006 TF12                | 4 ottobre 2006    | Mount Lemmon Survey   |
| 611253 | 2006 TC13                | 10 ottobre 2006   | NEAT                  |
| 611254 | 2006 TK15                | 19 settembre 2006 | Spacewatch            |
| 611255 | 2006 TX15                | 26 settembre 2006 | Spacewatch            |
| 611256 | 2006 TR26                | 25 settembre 2006 | Mount Lemmon Survey   |
| 611257 | 2006 TQ45                | 30 settembre 2006 | Mount Lemmon Survey   |
| 611258 | 2006 TO65                | 28 settembre 2006 | CSS                   |
| 611259 | 2006 TY79                | 4 ottobre 2006    | Mount Lemmon Survey   |
| 611260 | 2006 TY104               | 30 settembre 2006 | Mount Lemmon Survey   |
| 611261 | 2006 TP110               | 14 settembre 2006 | Spacewatch            |
| 611262 | 2006 TC117               | 1 ottobre 2006    | SDSS Collaboration    |
| 611263 | 2006 TX118               | 28 agosto 2006    | SDSS Collaboration    |
| 611264 | 2006 TY119               | 12 ottobre 2006   | SDSS Collaboration    |
| 611265 | 2006 TA127               | 3 ottobre 2006    | Mount Lemmon Survey   |
| 611266 | 2006 TK129               | 13 ottobre 2006   | Spacewatch            |
| 611267 | 2006 TP131               | 2 ottobre 2006    | Mount Lemmon Survey   |
| 611268 | 2006 TT131               | 2 ottobre 2006    | Mount Lemmon Survey   |
| 611269 | 2006 TW132               | 3 ottobre 2006    | Mount Lemmon Survey   |
| 611270 | 2006 TN134               | 2 ottobre 2006    | Mount Lemmon Survey   |
| 611271 | 2006 TO135               | 21 ottobre 2011   | Mount Lemmon Survey   |
| 611272 | 2006 TG136               | 19 dicembre 2007  | Mount Lemmon Survey   |
| 611273 | 2006 TH137               | 2 ottobre 2006    | Mount Lemmon Survey   |
| 611274 | 2006 TK137               | 2 ottobre 2006    | Mount Lemmon Survey   |
| 611275 | 2006 TO137               | 23 dicembre 2012  | Pan-STARRS            |
| 611276 | 2006 TB138               | 2 ottobre 2006    | Mount Lemmon Survey   |
| 611277 | 2006 TA141               | 2 ottobre 2006    | Mount Lemmon Survey   |
| 611278 | 2006 TG141               | 2 ottobre 2006    | Mount Lemmon Survey   |
| 611279 | 2006 UA2                 | 17 ottobre 2006   | K. Sárneczky, Z. Kuli |
| 611280 | 2006 UJ12                | 2 ottobre 2006    | Mount Lemmon Survey   |
| 611281 | 2006 UB16                | 30 settembre 2006 | Mount Lemmon Survey   |
| 611282 | 2006 UG16                | 30 settembre 2006 | Mount Lemmon Survey   |
| 611283 | 2006 UQ18                | 16 ottobre 2006   | Spacewatch            |
| 611284 | 2006 UR20                | 16 ottobre 2006   | Spacewatch            |
| 611285 | 2006 UM27                | 25 settembre 2006 | Mount Lemmon Survey   |
| 611286 | 2006 UG28                | 16 ottobre 2006   | Spacewatch            |
| 611287 | 2006 US28                | 16 ottobre 2006   | Spacewatch            |
| 611288 | 2006 UC35                | 26 settembre 2006 | Mount Lemmon Survey   |
| 611289 | 2006 UC41                | 16 ottobre 2006   | Spacewatch            |
| 611290 | 2006 UD42                | 16 ottobre 2006   | Spacewatch            |
| 611291 | 2006 UG47                | 16 ottobre 2006   | Spacewatch            |
| 611292 | 2006 UX49                | 17 ottobre 2006   | Spacewatch            |
| 611293 | 2006 UO50                | 30 settembre 2006 | Spacewatch            |
| 611294 | 2006 UU55                | 18 ottobre 2006   | Spacewatch            |
| 611295 | 2006 UB60                | 19 ottobre 2006   | CSS                   |
| 611296 | 2006 UX66                | 18 settembre 2006 | Spacewatch            |
| 611297 | 2006 UY75                | 1 ottobre 2006    | Spacewatch            |
| 611298 | 2006 UC93                | 2 ottobre 2006    | Mount Lemmon Survey   |
| 611299 | 2006 UR97                | 3 ottobre 2006    | Mount Lemmon Survey   |
| 611300 | 2006 UO103               | 30 settembre 2006 | Mount Lemmon Survey   |

## 611301–611400
| Nome               | Designazione provvisoria | Data di scoperta  | Scopritore                |
| ------------------ | ------------------------ | ----------------- | ------------------------- |
| 611301             | 2006 UT109               | 19 ottobre 2006   | Spacewatch                |
| 611302             | 2006 UK113               | 19 ottobre 2006   | Spacewatch                |
| 611303             | 2006 UP115               | 19 ottobre 2006   | Spacewatch                |
| 611304             | 2006 UK119               | 19 ottobre 2006   | Spacewatch                |
| 611305             | 2006 UZ126               | 2 ottobre 2006    | Mount Lemmon Survey       |
| 611306             | 2006 UF129               | 19 ottobre 2006   | Spacewatch                |
| 611307             | 2006 UD131               | 27 settembre 2006 | Mount Lemmon Survey       |
| 611308             | 2006 UH136               | 19 ottobre 2006   | Mount Lemmon Survey       |
| 611309             | 2006 UG137               | 13 aprile 2004    | Spacewatch                |
| 611310             | 2006 UK142               | 19 ottobre 2006   | Spacewatch                |
| 611311             | 2006 UZ144               | 20 ottobre 2006   | Spacewatch                |
| 611312             | 2006 UH145               | 20 ottobre 2006   | Spacewatch                |
| 611313             | 2006 UD148               | 15 settembre 2006 | Spacewatch                |
| 611314             | 2006 UN148               | 27 agosto 2006    | Spacewatch                |
| 611315             | 2006 UX153               | 20 settembre 2006 | Spacewatch                |
| 611316             | 2006 UT156               | 21 settembre 2001 | Spacewatch                |
| 611317             | 2006 UU160               | 21 ottobre 2006   | Mount Lemmon Survey       |
| 611318             | 2006 UJ171               | 3 ottobre 2006    | Mount Lemmon Survey       |
| 611319             | 2006 UU172               | 29 marzo 2004     | Spacewatch                |
| 611320             | 2006 UA173               | 25 settembre 2006 | Mount Lemmon Survey       |
| 611321             | 2006 UE173               | 16 ottobre 2006   | CSS                       |
| 611322             | 2006 UB186               | 11 ottobre 2006   | NEAT                      |
| 611323             | 2006 UB195               | 20 ottobre 2006   | Spacewatch                |
| 611324             | 2006 UW196               | 20 ottobre 2006   | Spacewatch                |
| 611325             | 2006 UV199               | 21 ottobre 2006   | Mount Lemmon Survey       |
| 611326 Wilfredbuck | 2006 UT216               | 23 ottobre 2006   | D. D. Balam               |
| 611327             | 2006 UZ222               | 11 ottobre 2006   | NEAT                      |
| 611328             | 2006 UA240               | 27 settembre 2006 | Mount Lemmon Survey       |
| 611329             | 2006 UY242               | 17 settembre 2006 | Spacewatch                |
| 611330             | 2006 UF247               | 25 aprile 2004    | Spacewatch                |
| 611331             | 2006 US247               | 27 ottobre 2006   | Mount Lemmon Survey       |
| 611332             | 2006 UB251               | 27 ottobre 2006   | Mount Lemmon Survey       |
| 611333             | 2006 UJ251               | 27 ottobre 2006   | Mount Lemmon Survey       |
| 611334             | 2006 UT252               | 20 ottobre 2006   | Spacewatch                |
| 611335             | 2006 UU252               | 20 ottobre 2006   | Spacewatch                |
| 611336             | 2006 UP255               | 27 ottobre 2006   | Mount Lemmon Survey       |
| 611337             | 2006 UR267               | 27 ottobre 2006   | Mount Lemmon Survey       |
| 611338             | 2006 UB269               | 21 ottobre 2006   | Spacewatch                |
| 611339             | 2006 UE275               | 30 settembre 2006 | Spacewatch                |
| 611340             | 2006 UM275               | 20 ottobre 2006   | Spacewatch                |
| 611341             | 2006 UM277               | 19 ottobre 2006   | Spacewatch                |
| 611342             | 2006 UJ280               | 28 ottobre 2006   | Mount Lemmon Survey       |
| 611343             | 2006 UP287               | 29 ottobre 2006   | Mount Lemmon Survey       |
| 611344             | 2006 UA293               | 25 settembre 2006 | Mount Lemmon Survey       |
| 611345             | 2006 UW294               | 19 ottobre 2006   | L. H. Wasserman           |
| 611346             | 2006 UT296               | 19 ottobre 2006   | L. H. Wasserman           |
| 611347             | 2006 UP298               | 19 ottobre 2006   | L. H. Wasserman           |
| 611348             | 2006 UF311               | 25 settembre 2006 | Mount Lemmon Survey       |
| 611349             | 2006 UK313               | 18 novembre 2006  | Spacewatch                |
| 611350             | 2006 UR316               | 16 novembre 2006  | Spacewatch                |
| 611351             | 2006 UG322               | 25 settembre 2006 | Mount Lemmon Survey       |
| 611352             | 2006 UK325               | 21 ottobre 2006   | Mount Lemmon Survey       |
| 611353             | 2006 UY333               | 17 ottobre 2006   | SDSS Collaboration        |
| 611354             | 2006 UM337               | 7 dicembre 2001   | Spacewatch                |
| 611355             | 2006 UE342               | 12 novembre 2006  | Mount Lemmon Survey       |
| 611356             | 2006 UX348               | 1 novembre 2006   | Spacewatch                |
| 611357             | 2006 UJ351               | 12 novembre 2006  | Mount Lemmon Survey       |
| 611358             | 2006 UM355               | 26 ottobre 2006   | Osservatorio di Mauna Kea |
| 611359             | 2006 UP359               | 21 ottobre 2006   | Spacewatch                |
| 611360             | 2006 UL364               | 21 ottobre 2006   | CSS                       |
| 611361             | 2006 UF366               | 18 ottobre 2006   | Spacewatch                |
| 611362             | 2006 UJ366               | 14 marzo 2012     | Mount Lemmon Survey       |
| 611363             | 2006 UK366               | 10 settembre 2013 | Pan-STARRS                |
| 611364             | 2006 UZ366               | 21 ottobre 2006   | Spacewatch                |
| 611365             | 2006 UE367               | 21 ottobre 2006   | Spacewatch                |
| 611366             | 2006 UJ367               | 22 ottobre 2006   | Spacewatch                |
| 611367             | 2006 UR367               | 20 settembre 2006 | Spacewatch                |
| 611368             | 2006 UA368               | 21 ottobre 2006   | Spacewatch                |
| 611369             | 2006 UX373               | 10 agosto 2010    | Spacewatch                |
| 611370             | 2006 UJ374               | 17 gennaio 2013   | Pan-STARRS                |
| 611371             | 2006 UM374               | 18 ottobre 2006   | Spacewatch                |
| 611372             | 2006 UT374               | 20 ottobre 2006   | Mount Lemmon Survey       |
| 611373             | 2006 UK377               | 2 gennaio 2008    | W. Bickel                 |
| 611374             | 2006 UM377               | 22 giugno 2010    | Spacewatch                |
| 611375             | 2006 UQ377               | 10 dicembre 2010  | Spacewatch                |
| 611376             | 2006 UU377               | 20 ottobre 2011   | Mount Lemmon Survey       |
| 611377             | 2006 UA378               | 21 marzo 2012     | Mount Lemmon Survey       |
| 611378             | 2006 UT378               | 8 ottobre 2015    | Mount Lemmon Survey       |
| 611379             | 2006 UL379               | 3 ottobre 2006    | Mount Lemmon Survey       |
| 611380             | 2006 UP379               | 26 giugno 2015    | Pan-STARRS                |
| 611381             | 2006 UB380               | 30 ottobre 2017   | Pan-STARRS                |
| 611382             | 2006 UV380               | 19 febbraio 2013  | Spacewatch                |
| 611383             | 2006 UV381               | 23 ottobre 2006   | Spacewatch                |
| 611384             | 2006 UJ382               | 28 febbraio 2012  | Pan-STARRS                |
| 611385             | 2006 UE384               | 23 ottobre 2006   | Mount Lemmon Survey       |
| 611386             | 2006 UK384               | 18 ottobre 2006   | Spacewatch                |
| 611387             | 2006 UL384               | 21 ottobre 2006   | Mount Lemmon Survey       |
| 611388             | 2006 US385               | 23 ottobre 2006   | Spacewatch                |
| 611389             | 2006 UZ385               | 16 ottobre 2006   | Spacewatch                |
| 611390             | 2006 UC386               | 21 ottobre 2006   | Mount Lemmon Survey       |
| 611391             | 2006 UH386               | 21 ottobre 2006   | Spacewatch                |
| 611392             | 2006 UW386               | 31 ottobre 2006   | Mount Lemmon Survey       |
| 611393             | 2006 UY387               | 21 ottobre 2006   | Mount Lemmon Survey       |
| 611394             | 2006 UZ387               | 31 ottobre 2006   | Mount Lemmon Survey       |
| 611395             | 2006 UG392               | 31 ottobre 2006   | Mount Lemmon Survey       |
| 611396             | 2006 VV{{{2}}}           | 1 novembre 2006   | Mount Lemmon Survey       |
| 611397             | 2006 VK5                 | 26 settembre 2006 | Mount Lemmon Survey       |
| 611398             | 2006 VA11                | 17 ottobre 2006   | Mount Lemmon Survey       |
| 611399             | 2006 VK12                | 11 novembre 2006  | Mount Lemmon Survey       |
| 611400             | 2006 VH15                | 27 settembre 2006 | Mount Lemmon Survey       |

## 611401–611500
| Nome          | Designazione provvisoria | Data di scoperta  | Scopritore                 |
| ------------- | ------------------------ | ----------------- | -------------------------- |
| 611401        | 2006 VW16                | 21 ottobre 2006   | Spacewatch                 |
| 611402        | 2006 VY17                | 31 ottobre 2006   | Mount Lemmon Survey        |
| 611403        | 2006 VS19                | 27 ottobre 2006   | Spacewatch                 |
| 611404        | 2006 VK24                | 27 settembre 2006 | Mount Lemmon Survey        |
| 611405        | 2006 VV25                | 10 novembre 2006  | Spacewatch                 |
| 611406        | 2006 VA26                | 10 novembre 2006  | Spacewatch                 |
| 611407        | 2006 VW33                | 11 novembre 2006  | Mount Lemmon Survey        |
| 611408        | 2006 VD55                | 19 ottobre 2006   | Mount Lemmon Survey        |
| 611409        | 2006 VA56                | 11 novembre 2006  | Spacewatch                 |
| 611410        | 2006 VR62                | 11 novembre 2006  | Spacewatch                 |
| 611411        | 2006 VT62                | 11 novembre 2006  | Spacewatch                 |
| 611412        | 2006 VC64                | 28 settembre 2001 | NEAT                       |
| 611413        | 2006 VO80                | 22 ottobre 2006   | Mount Lemmon Survey        |
| 611414        | 2006 VC86                | 2 ottobre 2006    | Mount Lemmon Survey        |
| 611415        | 2006 VC91                | 19 ottobre 2006   | Spacewatch                 |
| 611416        | 2006 VP103               | 2 febbraio 2000   | Spacewatch                 |
| 611417        | 2006 VS117               | 28 ottobre 2006   | Mount Lemmon Survey        |
| 611418        | 2006 VU125               | 14 novembre 2006  | Spacewatch                 |
| 611419        | 2006 VS127               | 15 novembre 2006  | Spacewatch                 |
| 611420        | 2006 VS129               | 15 novembre 2006  | Spacewatch                 |
| 611421        | 2006 VD130               | 15 novembre 2006  | Spacewatch                 |
| 611422        | 2006 VK135               | 15 novembre 2006  | Spacewatch                 |
| 611423        | 2006 VT135               | 15 novembre 2006  | Spacewatch                 |
| 611424        | 2006 VR175               | 12 novembre 2006  | Mount Lemmon Survey        |
| 611425        | 2006 VN176               | 31 ottobre 2006   | Spacewatch                 |
| 611426        | 2006 VA177               | 11 novembre 2006  | Spacewatch                 |
| 611427        | 2006 VR178               | 29 maggio 2012    | Mount Lemmon Survey        |
| 611428        | 2006 VF180               | 28 luglio 2009    | Spacewatch                 |
| 611429        | 2006 VV180               | 4 marzo 2016      | Pan-STARRS                 |
| 611430        | 2006 VK181               | 15 novembre 2006  | Spacewatch                 |
| 611431        | 2006 VT182               | 15 novembre 2006  | Mount Lemmon Survey        |
| 611432        | 2006 VJ183               | 11 novembre 2006  | Mount Lemmon Survey        |
| 611433        | 2006 VK183               | 2 novembre 2006   | Mount Lemmon Survey        |
| 611434        | 2006 VC186               | 14 novembre 2006  | Spacewatch                 |
| 611435        | 2006 WQ5                 | 23 ottobre 2006   | Mount Lemmon Survey        |
| 611436        | 2006 WO9                 | 16 novembre 2006  | Spacewatch                 |
| 611437        | 2006 WY20                | 17 novembre 2006  | Mount Lemmon Survey        |
| 611438        | 2006 WG25                | 17 novembre 2006  | Mount Lemmon Survey        |
| 611439        | 2006 WK27                | 27 ottobre 2006   | Mount Lemmon Survey        |
| 611440        | 2006 WT30                | 21 ottobre 2006   | Spacewatch                 |
| 611441        | 2006 WY43                | 16 novembre 2006  | Mount Lemmon Survey        |
| 611442        | 2006 WU45                | 3 ottobre 2006    | Mount Lemmon Survey        |
| 611443        | 2006 WF53                | 16 novembre 2006  | CSS                        |
| 611444        | 2006 WW53                | 16 novembre 2006  | Spacewatch                 |
| 611445        | 2006 WW56                | 6 agosto 2005     | NEAT                       |
| 611446        | 2006 WG63                | 17 novembre 2006  | Mount Lemmon Survey        |
| 611447        | 2006 WE66                | 17 novembre 2006  | Mount Lemmon Survey        |
| 611448        | 2006 WW69                | 25 settembre 2006 | Spacewatch                 |
| 611449        | 2006 WC77                | 31 ottobre 2006   | Mount Lemmon Survey        |
| 611450        | 2006 WM77                | 27 settembre 2006 | Mount Lemmon Survey        |
| 611451        | 2006 WH80                | 18 novembre 2006  | Spacewatch                 |
| 611452        | 2006 WF84                | 18 novembre 2006  | Mount Lemmon Survey        |
| 611453        | 2006 WH84                | 21 ottobre 2006   | Mount Lemmon Survey        |
| 611454        | 2006 WZ85                | 18 novembre 2006  | Spacewatch                 |
| 611455        | 2006 WD89                | 18 novembre 2006  | Spacewatch                 |
| 611456        | 2006 WK93                | 19 novembre 2006  | Spacewatch                 |
| 611457        | 2006 WT95                | 19 ottobre 2006   | Mount Lemmon Survey        |
| 611458        | 2006 WC105               | 19 novembre 2006  | Spacewatch                 |
| 611459        | 2006 WJ106               | 19 novembre 2006  | Spacewatch                 |
| 611460        | 2006 WQ106               | 19 novembre 2006  | Spacewatch                 |
| 611461        | 2006 WT109               | 19 novembre 2006  | Spacewatch                 |
| 611462        | 2006 WM110               | 19 novembre 2006  | Spacewatch                 |
| 611463        | 2006 WS119               | 4 ottobre 2006    | Mount Lemmon Survey        |
| 611464        | 2006 WM123               | 21 novembre 2006  | Mount Lemmon Survey        |
| 611465        | 2006 WV125               | 22 novembre 2006  | Mount Lemmon Survey        |
| 611466        | 2006 WE134               | 4 ottobre 2006    | Mount Lemmon Survey        |
| 611467        | 2006 WD139               | 19 novembre 2006  | Spacewatch                 |
| 611468        | 2006 WO141               | 20 novembre 2006  | Spacewatch                 |
| 611469        | 2006 WF143               | 20 novembre 2006  | Spacewatch                 |
| 611470        | 2006 WZ146               | 20 novembre 2006  | Spacewatch                 |
| 611471        | 2006 WT148               | 20 novembre 2006  | Spacewatch                 |
| 611472        | 2006 WA158               | 22 novembre 2006  | Spacewatch                 |
| 611473        | 2006 WH159               | 22 novembre 2006  | Mount Lemmon Survey        |
| 611474        | 2006 WV159               | 24 gennaio 2003   | A. Boattini, O. R. Hainaut |
| 611475        | 2006 WR160               | 15 ottobre 2002   | NEAT                       |
| 611476        | 2006 WP166               | 23 novembre 2006  | Spacewatch                 |
| 611477        | 2006 WS167               | 23 novembre 2006  | Spacewatch                 |
| 611478        | 2006 WU167               | 23 novembre 2006  | Spacewatch                 |
| 611479        | 2006 WL169               | 23 novembre 2006  | Spacewatch                 |
| 611480        | 2006 WO170               | 23 novembre 2006  | Spacewatch                 |
| 611481        | 2006 WH172               | 23 novembre 2006  | Spacewatch                 |
| 611482        | 2006 WH175               | 8 febbraio 2000   | Spacewatch                 |
| 611483        | 2006 WF177               | 27 settembre 2006 | Mount Lemmon Survey        |
| 611484        | 2006 WX181               | 20 maggio 2005    | Mount Lemmon Survey        |
| 611485        | 2006 WO188               | 31 ottobre 2006   | Mount Lemmon Survey        |
| 611486        | 2006 WJ196               | 24 novembre 2006  | J. W. Parker               |
| 611487        | 2006 WF200               | 19 novembre 2006  | Spacewatch                 |
| 611488        | 2006 WK203               | 10 marzo 2003     | Spacewatch                 |
| 611489        | 2006 WA208               | 17 novembre 2006  | Spacewatch                 |
| 611490        | 2006 WX208               | 18 novembre 2006  | Mount Lemmon Survey        |
| 611491        | 2006 WH211               | 11 settembre 2015 | Pan-STARRS                 |
| 611492        | 2006 WG212               | 19 novembre 2006  | Spacewatch                 |
| 611493        | 2006 WH212               | 1 marzo 2008      | Spacewatch                 |
| 611494 Gionti | 2006 WV212               | 18 maggio 2014    | K. Černis, R. P. Boyle     |
| 611495        | 2006 WV213               | 20 novembre 2006  | Spacewatch                 |
| 611496        | 2006 WA214               | 14 luglio 2013    | Pan-STARRS                 |
| 611497        | 2006 WR214               | 23 gennaio 2015   | Pan-STARRS                 |
| 611498        | 2006 WN217               | 23 ottobre 2013   | Mount Lemmon Survey        |
| 611499        | 2006 WM218               | 3 febbraio 2008   | Mount Lemmon Survey        |
| 611500        | 2006 WD220               | 15 settembre 2010 | Mount Lemmon Survey        |

## 611501–611600
| Nome             | Designazione provvisoria | Data di scoperta | Scopritore                 |
| ---------------- | ------------------------ | ---------------- | -------------------------- |
| 611501           | 2006 WM220               | 10 novembre 2016 | Pan-STARRS                 |
| 611502           | 2006 WJ223               | 1 luglio 2014    | Pan-STARRS                 |
| 611503           | 2006 WW223               | 16 novembre 2006 | Spacewatch                 |
| 611504           | 2006 WG224               | 7 maggio 2014    | Pan-STARRS                 |
| 611505           | 2006 WU224               | 13 febbraio 2013 | ESA OGS                    |
| 611506           | 2006 WV224               | 17 novembre 2006 | Mount Lemmon Survey        |
| 611507           | 2006 WN229               | 19 novembre 2006 | Spacewatch                 |
| 611508           | 2006 WV230               | 19 novembre 2006 | Spacewatch                 |
| 611509           | 2006 WL231               | 17 novembre 2006 | Spacewatch                 |
| 611510           | 2006 WM231               | 16 novembre 2006 | Mount Lemmon Survey        |
| 611511           | 2006 WC232               | 18 novembre 2006 | Mount Lemmon Survey        |
| 611512           | 2006 WF232               | 18 novembre 2006 | Mount Lemmon Survey        |
| 611513           | 2006 WG232               | 16 novembre 2006 | Mount Lemmon Survey        |
| 611514           | 2006 WH232               | 16 novembre 2006 | Spacewatch                 |
| 611515           | 2006 WU232               | 22 novembre 2006 | Spacewatch                 |
| 611516           | 2006 XH{{{2}}}           | 9 dicembre 2006  | LINEAR                     |
| 611517           | 2006 XG3                 | 12 dicembre 2006 | Spacewatch                 |
| 611518           | 2006 XY4                 | 18 novembre 2006 | Spacewatch                 |
| 611519           | 2006 XK9                 | 9 dicembre 2006  | Spacewatch                 |
| 611520           | 2006 XP10                | 9 dicembre 2006  | Spacewatch                 |
| 611521           | 2006 XM21                | 25 novembre 2006 | Spacewatch                 |
| 611522           | 2006 XR22                | 12 dicembre 2006 | Spacewatch                 |
| 611523           | 2006 XU43                | 25 novembre 2006 | Mount Lemmon Survey        |
| 611524           | 2006 XB45                | 13 dicembre 2006 | Spacewatch                 |
| 611525           | 2006 XG46                | 19 novembre 2006 | Spacewatch                 |
| 611526           | 2006 XH65                | 13 dicembre 2006 | CSS                        |
| 611527           | 2006 XH74                | 13 dicembre 2006 | Spacewatch                 |
| 611528           | 2006 XN74                | 13 dicembre 2006 | Mount Lemmon Survey        |
| 611529           | 2006 XU75                | 6 marzo 2011     | Spacewatch                 |
| 611530           | 2006 XA76                | 13 dicembre 2006 | Mount Lemmon Survey        |
| 611531           | 2006 XE76                | 3 gennaio 2012   | Mount Lemmon Survey        |
| 611532           | 2006 XJ76                | 25 novembre 2011 | Pan-STARRS                 |
| 611533           | 2006 XB77                | 3 gennaio 2011   | Mount Lemmon Survey        |
| 611534           | 2006 XK77                | 13 dicembre 2006 | Spacewatch                 |
| 611535           | 2006 XV77                | 16 gennaio 2011  | Mount Lemmon Survey        |
| 611536           | 2006 XZ78                | 23 luglio 2015   | Pan-STARRS 2               |
| 611537           | 2006 XF79                | 30 gennaio 2011  | Spacewatch                 |
| 611538           | 2006 XM80                | 13 dicembre 2006 | Mount Lemmon Survey        |
| 611539           | 2006 XC81                | 13 dicembre 2006 | Spacewatch                 |
| 611540           | 2006 XH81                | 15 dicembre 2006 | Spacewatch                 |
| 611541           | 2006 XJ81                | 15 dicembre 2006 | Spacewatch                 |
| 611542           | 2006 XV81                | 1 dicembre 2006  | Mount Lemmon Survey        |
| 611543           | 2006 YY{{{2}}}           | 18 marzo 2004    | Spacewatch                 |
| 611544           | 2006 YM2                 | 16 dicembre 2006 | R. Ferrando, M. Ferrando   |
| 611545           | 2006 YL6                 | 6 agosto 2005    | NEAT                       |
| 611546           | 2006 YS10                | 21 dicembre 2006 | Mount Lemmon Survey        |
| 611547           | 2006 YJ13                | 22 dicembre 2006 | R. Gierlinger              |
| 611548           | 2006 YY20                | 21 dicembre 2006 | Spacewatch                 |
| 611549           | 2006 YZ21                | 21 dicembre 2006 | Spacewatch                 |
| 611550           | 2006 YE27                | 27 novembre 2006 | Mount Lemmon Survey        |
| 611551           | 2006 YQ27                | 21 dicembre 2006 | Spacewatch                 |
| 611552           | 2006 YC28                | 21 dicembre 2006 | Spacewatch                 |
| 611553           | 2006 YV30                | 21 dicembre 2006 | Spacewatch                 |
| 611554           | 2006 YL31                | 21 dicembre 2006 | Spacewatch                 |
| 611555           | 2006 YZ32                | 21 dicembre 2006 | Spacewatch                 |
| 611556           | 2006 YL33                | 11 giugno 2004   | Spacewatch                 |
| 611557           | 2006 YF37                | 10 ottobre 2005  | CSS                        |
| 611558           | 2006 YJ44                | 21 dicembre 2006 | Spacewatch                 |
| 611559           | 2006 YY49                | 27 dicembre 2006 | Mount Lemmon Survey        |
| 611560           | 2006 YZ57                | 2 agosto 2009    | SSS                        |
| 611561           | 2006 YL58                | 17 gennaio 2015  | Pan-STARRS                 |
| 611562           | 2006 YV59                | 22 maggio 2015   | Pan-STARRS                 |
| 611563           | 2006 YY60                | 21 dicembre 2006 | Spacewatch                 |
| 611564           | 2006 YG62                | 8 marzo 2008     | Mount Lemmon Survey        |
| 611565           | 2006 YS62                | 24 dicembre 2006 | Spacewatch                 |
| 611566           | 2006 YO63                | 15 dicembre 2017 | Mount Lemmon Survey        |
| 611567           | 2006 YF64                | 8 febbraio 2011  | Mount Lemmon Survey        |
| 611568           | 2006 YS64                | 7 maggio 2014    | Pan-STARRS                 |
| 611569           | 2006 YC66                | 2 settembre 2010 | Mount Lemmon Survey        |
| 611570           | 2006 YL66                | 12 gennaio 2011  | Mount Lemmon Survey        |
| 611571           | 2006 YB68                | 24 dicembre 2006 | Spacewatch                 |
| 611572           | 2006 YX68                | 26 dicembre 2006 | Spacewatch                 |
| 611573           | 2006 YK69                | 26 dicembre 2006 | Spacewatch                 |
| 611574           | 2007 AY2                 | 5 agosto 2005    | NEAT                       |
| 611575           | 2007 AB5                 | 8 gennaio 2007   | Mount Lemmon Survey        |
| 611576           | 2007 AS7                 | 9 gennaio 2007   | Mount Lemmon Survey        |
| 611577           | 2007 AM33                | 1 aprile 2008    | Spacewatch                 |
| 611578           | 2007 AD34                | 10 gennaio 2007  | Mount Lemmon Survey        |
| 611579           | 2007 AD36                | 10 gennaio 2007  | Mount Lemmon Survey        |
| 611580           | 2007 BE9                 | 17 gennaio 2007  | CSS                        |
| 611581           | 2007 BP9                 | 17 gennaio 2007  | Spacewatch                 |
| 611582           | 2007 BG28                | 21 dicembre 2006 | Mount Lemmon Survey        |
| 611583           | 2007 BU28                | 20 giugno 2004   | Spacewatch                 |
| 611584           | 2007 BO29                | 24 gennaio 2007  | Mount Lemmon Survey        |
| 611585 Bergbusch | 2007 BA31                | 20 gennaio 2007  | D. D. Balam, K. M. Perrett |
| 611586 Tsartlip  | 2007 BJ31                | 23 gennaio 2007  | D. D. Balam, K. M. Perrett |
| 611587 Tseycum   | 2007 BK31                | 23 gennaio 2007  | D. D. Balam, K. M. Perrett |
| 611588           | 2007 BV50                | 24 gennaio 2007  | Mount Lemmon Survey        |
| 611589           | 2007 BT51                | 24 gennaio 2007  | Spacewatch                 |
| 611590           | 2007 BU51                | 24 gennaio 2007  | Spacewatch                 |
| 611591           | 2007 BL52                | 24 gennaio 2007  | Spacewatch                 |
| 611592           | 2007 BK54                | 17 gennaio 2007  | Spacewatch                 |
| 611593           | 2007 BN54                | 21 dicembre 2006 | L. H. Wasserman            |
| 611594           | 2007 BU55                | 24 gennaio 2007  | LINEAR                     |
| 611595           | 2007 BO62                | 27 gennaio 2007  | Mount Lemmon Survey        |
| 611596           | 2007 BX68                | 27 gennaio 2007  | Mount Lemmon Survey        |
| 611597           | 2007 BY78                | 27 gennaio 2007  | Mount Lemmon Survey        |
| 611598           | 2007 BO84                | 19 gennaio 2007  | Osservatorio di Mauna Kea  |
| 611599           | 2007 BT84                | 8 febbraio 2007  | Mount Lemmon Survey        |
| 611600           | 2007 BX89                | 27 dicembre 2006 | Mount Lemmon Survey        |

## 611601–611700
| Nome   | Designazione provvisoria | Data di scoperta  | Scopritore                |
| ------ | ------------------------ | ----------------- | ------------------------- |
| 611601 | 2007 BP93                | 29 marzo 2008     | Spacewatch                |
| 611602 | 2007 BW103               | 27 gennaio 2007   | Mount Lemmon Survey       |
| 611603 | 2007 BZ103               | 7 luglio 2005     | Osservatorio di Mauna Kea |
| 611604 | 2007 BB104               | 17 gennaio 2007   | Spacewatch                |
| 611605 | 2007 BK104               | 27 gennaio 2007   | Spacewatch                |
| 611606 | 2007 BY104               | 21 agosto 2015    | Pan-STARRS                |
| 611607 | 2007 BL106               | 30 marzo 2011     | Pan-STARRS                |
| 611608 | 2007 BW106               | 2 ottobre 2015    | Mount Lemmon Survey       |
| 611609 | 2007 BA108               | 26 gennaio 2007   | Spacewatch                |
| 611610 | 2007 BL108               | 4 giugno 2014     | Pan-STARRS                |
| 611611 | 2007 BY109               | 10 gennaio 2007   | Spacewatch                |
| 611612 | 2007 BN110               | 14 gennaio 2018   | Pan-STARRS                |
| 611613 | 2007 BF113               | 28 gennaio 2007   | Mount Lemmon Survey       |
| 611614 | 2007 BM113               | 3 ottobre 2013    | Pan-STARRS                |
| 611615 | 2007 BV115               | 28 gennaio 2007   | Mount Lemmon Survey       |
| 611616 | 2007 BY115               | 17 gennaio 2007   | Spacewatch                |
| 611617 | 2007 BG116               | 27 gennaio 2007   | Spacewatch                |
| 611618 | 2007 BY116               | 17 gennaio 2007   | Spacewatch                |
| 611619 | 2007 BL117               | 17 novembre 1998  | Spacewatch                |
| 611620 | 2007 BB118               | 28 gennaio 2007   | Spacewatch                |
| 611621 | 2007 CN2                 | 6 febbraio 2007   | Spacewatch                |
| 611622 | 2007 CG4                 | 28 gennaio 2007   | Spacewatch                |
| 611623 | 2007 CF6                 | 6 febbraio 2007   | Spacewatch                |
| 611624 | 2007 CX23                | 23 ottobre 2006   | Mount Lemmon Survey       |
| 611625 | 2007 CE30                | 6 febbraio 2007   | Mount Lemmon Survey       |
| 611626 | 2007 CE48                | 10 febbraio 2007  | Mount Lemmon Survey       |
| 611627 | 2007 CN49                | 30 settembre 2005 | NEAT                      |
| 611628 | 2007 CR49                | 12 novembre 2005  | Spacewatch                |
| 611629 | 2007 CE51                | 10 febbraio 2007  | Mount Lemmon Survey       |
| 611630 | 2007 CZ57                | 9 febbraio 2007   | CSS                       |
| 611631 | 2007 CD64                | 28 gennaio 2007   | Mount Lemmon Survey       |
| 611632 | 2007 CK65                | 27 gennaio 2007   | Spacewatch                |
| 611633 | 2007 CU66                | 28 gennaio 2007   | Spacewatch                |
| 611634 | 2007 CD68                | 8 agosto 2005     | Cerro Tololo Obs.         |
| 611635 | 2007 CH71                | 16 febbraio 2007  | Mount Lemmon Survey       |
| 611636 | 2007 CP74                | 14 febbraio 2007  | Osservatorio di Mauna Kea |
| 611637 | 2007 CN77                | 14 febbraio 2007  | Osservatorio di Mauna Kea |
| 611638 | 2007 CD81                | 28 marzo 2011     | Spacewatch                |
| 611639 | 2007 CH81                | 7 febbraio 2007   | NEAT                      |
| 611640 | 2007 CW81                | 11 settembre 2010 | Spacewatch                |
| 611641 | 2007 CF82                | 12 novembre 2010  | Spacewatch                |
| 611642 | 2007 CN82                | 6 marzo 2013      | Pan-STARRS                |
| 611643 | 2007 CS82                | 1 luglio 2014     | Pan-STARRS                |
| 611644 | 2007 CU82                | 8 febbraio 2007   | Mount Lemmon Survey       |
| 611645 | 2007 CD83                | 1 luglio 2014     | Pan-STARRS                |
| 611646 | 2007 CN84                | 13 febbraio 2007  | Mount Lemmon Survey       |
| 611647 | 2007 CQ84                | 6 febbraio 2007   | Spacewatch                |
| 611648 | 2007 DO{{{2}}}           | 16 febbraio 2007  | Cordell–Lorenz Obs.       |
| 611649 | 2007 DN3                 | 16 febbraio 2007  | Mount Lemmon Survey       |
| 611650 | 2007 DF10                | 9 febbraio 2007   | Spacewatch                |
| 611651 | 2007 DV10                | 17 febbraio 2007  | Spacewatch                |
| 611652 | 2007 DM14                | 8 febbraio 2007   | Spacewatch                |
| 611653 | 2007 DU20                | 28 gennaio 2007   | Mount Lemmon Survey       |
| 611654 | 2007 DF36                | 17 febbraio 2007  | Mount Lemmon Survey       |
| 611655 | 2007 DC39                | 17 febbraio 2007  | Spacewatch                |
| 611656 | 2007 DJ45                | 19 febbraio 2007  | Mount Lemmon Survey       |
| 611657 | 2007 DK45                | 14 ottobre 2001   | SDSS Collaboration        |
| 611658 | 2007 DO46                | 21 febbraio 2007  | G. Hug                    |
| 611659 | 2007 DY50                | 17 febbraio 2007  | Spacewatch                |
| 611660 | 2007 DX55                | 21 febbraio 2007  | Spacewatch                |
| 611661 | 2007 DJ59                | 22 febbraio 2007  | Spacewatch                |
| 611662 | 2007 DJ62                | 21 febbraio 2007  | Spacewatch                |
| 611663 | 2007 DQ75                | 21 febbraio 2007  | Spacewatch                |
| 611664 | 2007 DZ80                | 23 febbraio 2007  | Mount Lemmon Survey       |
| 611665 | 2007 DB82                | 21 febbraio 2007  | Mount Lemmon Survey       |
| 611666 | 2007 DV99                | 20 marzo 2002     | Spacewatch                |
| 611667 | 2007 DY102               | 27 gennaio 2007   | Mount Lemmon Survey       |
| 611668 | 2007 DX113               | 23 febbraio 2007  | Mount Lemmon Survey       |
| 611669 | 2007 DU115               | 21 febbraio 2007  | Mount Lemmon Survey       |
| 611670 | 2007 DA117               | 23 febbraio 2007  | CSS                       |
| 611671 | 2007 DF119               | 21 febbraio 2007  | Mount Lemmon Survey       |
| 611672 | 2007 DW119               | 23 febbraio 2007  | Spacewatch                |
| 611673 | 2007 DG121               | 21 febbraio 2007  | Spacewatch                |
| 611674 | 2007 DP123               | 23 febbraio 2007  | Spacewatch                |
| 611675 | 2007 DA125               | 15 gennaio 2015   | Pan-STARRS                |
| 611676 | 2007 DB125               | 25 febbraio 2007  | Spacewatch                |
| 611677 | 2007 DW125               | 15 gennaio 2018   | Pan-STARRS                |
| 611678 | 2007 DY125               | 23 febbraio 2007  | Mount Lemmon Survey       |
| 611679 | 2007 DQ126               | 1 marzo 2011      | Mount Lemmon Survey       |
| 611680 | 2007 DV128               | 25 febbraio 2007  | Mount Lemmon Survey       |
| 611681 | 2007 DX128               | 21 febbraio 2007  | Spacewatch                |
| 611682 | 2007 DV129               | 23 febbraio 2007  | Spacewatch                |
| 611683 | 2007 DZ129               | 21 febbraio 2007  | Mount Lemmon Survey       |
| 611684 | 2007 DD130               | 23 febbraio 2007  | Spacewatch                |
| 611685 | 2007 EX7                 | 9 marzo 2007      | Mount Lemmon Survey       |
| 611686 | 2007 EG33                | 10 marzo 2007     | Mount Lemmon Survey       |
| 611687 | 2007 EC37                | 11 marzo 2007     | Mount Lemmon Survey       |
| 611688 | 2007 EE37                | 11 marzo 2007     | Mount Lemmon Survey       |
| 611689 | 2007 EL38                | 11 marzo 2007     | Spacewatch                |
| 611690 | 2007 EU38                | 11 marzo 2007     | Spacewatch                |
| 611691 | 2007 EF50                | 10 marzo 2007     | Mount Lemmon Survey       |
| 611692 | 2007 ER50                | 10 marzo 2007     | Mount Lemmon Survey       |
| 611693 | 2007 EW50                | 10 marzo 2007     | Mount Lemmon Survey       |
| 611694 | 2007 EF55                | 12 marzo 2007     | Mount Lemmon Survey       |
| 611695 | 2007 EJ56                | 12 marzo 2007     | Spacewatch                |
| 611696 | 2007 EN56                | 11 marzo 1996     | Spacewatch                |
| 611697 | 2007 EO59                | 21 febbraio 2007  | Mount Lemmon Survey       |
| 611698 | 2007 ET60                | 10 marzo 2007     | Spacewatch                |
| 611699 | 2007 EK66                | 10 marzo 2007     | Spacewatch                |
| 611700 | 2007 EM66                | 10 marzo 2007     | Spacewatch                |

## 611701–611800
| Nome   | Designazione provvisoria | Data di scoperta  | Scopritore               |
| ------ | ------------------------ | ----------------- | ------------------------ |
| 611701 | 2007 ES68                | 10 marzo 2007     | Spacewatch               |
| 611702 | 2007 EZ71                | 26 febbraio 2007  | Mount Lemmon Survey      |
| 611703 | 2007 EN72                | 10 marzo 2007     | Mount Lemmon Survey      |
| 611704 | 2007 EP74                | 10 marzo 2007     | Spacewatch               |
| 611705 | 2007 EB75                | 10 marzo 2007     | Mount Lemmon Survey      |
| 611706 | 2007 EU75                | 10 marzo 2007     | Spacewatch               |
| 611707 | 2007 EB78                | 10 marzo 2007     | Mount Lemmon Survey      |
| 611708 | 2007 EC78                | 4 novembre 2004   | Spacewatch               |
| 611709 | 2007 EQ86                | 21 ottobre 2001   | Spacewatch               |
| 611710 | 2007 EU96                | 10 marzo 2007     | Mount Lemmon Survey      |
| 611711 | 2007 ES97                | 11 marzo 2007     | Spacewatch               |
| 611712 | 2007 EG110               | 10 marzo 2003     | NEAT                     |
| 611713 | 2007 EF113               | 23 febbraio 2007  | Spacewatch               |
| 611714 | 2007 ED118               | 13 marzo 2007     | Mount Lemmon Survey      |
| 611715 | 2007 ED122               | 14 marzo 2007     | Mount Lemmon Survey      |
| 611716 | 2007 EL122               | 14 marzo 2007     | Mount Lemmon Survey      |
| 611717 | 2007 EH124               | 14 marzo 2007     | Mount Lemmon Survey      |
| 611718 | 2007 EV125               | 11 marzo 2007     | Spacewatch               |
| 611719 | 2007 EV126               | 23 febbraio 2007  | Mount Lemmon Survey      |
| 611720 | 2007 EO133               | 9 marzo 2007      | Mount Lemmon Survey      |
| 611721 | 2007 EF140               | 12 marzo 2007     | Mount Lemmon Survey      |
| 611722 | 2007 ED143               | 12 marzo 2007     | Spacewatch               |
| 611723 | 2007 EK143               | 12 marzo 2007     | Spacewatch               |
| 611724 | 2007 ET147               | 12 marzo 2007     | Mount Lemmon Survey      |
| 611725 | 2007 EV148               | 12 marzo 2007     | Mount Lemmon Survey      |
| 611726 | 2007 EE149               | 22 settembre 2004 | Spacewatch               |
| 611727 | 2007 ET152               | 12 marzo 2007     | Mount Lemmon Survey      |
| 611728 | 2007 EA155               | 12 marzo 2007     | Spacewatch               |
| 611729 | 2007 EH156               | 12 marzo 2007     | Spacewatch               |
| 611730 | 2007 EW158               | 14 marzo 2007     | Mount Lemmon Survey      |
| 611731 | 2007 ET159               | 14 marzo 2007     | Mount Lemmon Survey      |
| 611732 | 2007 EK163               | 15 marzo 2007     | Mount Lemmon Survey      |
| 611733 | 2007 EL163               | 15 marzo 2007     | Mount Lemmon Survey      |
| 611734 | 2007 EO163               | 15 marzo 2007     | Mount Lemmon Survey      |
| 611735 | 2007 ER163               | 9 marzo 2007      | CSS                      |
| 611736 | 2007 EU164               | 15 marzo 2007     | Spacewatch               |
| 611737 | 2007 EX171               | 14 marzo 2007     | Spacewatch               |
| 611738 | 2007 EY171               | 14 marzo 2007     | Spacewatch               |
| 611739 | 2007 EE172               | 14 marzo 2007     | Spacewatch               |
| 611740 | 2007 ET174               | 14 marzo 2007     | Spacewatch               |
| 611741 | 2007 EU176               | 14 marzo 2007     | Spacewatch               |
| 611742 | 2007 EN177               | 25 aprile 2003    | Spacewatch               |
| 611743 | 2007 EQ178               | 14 marzo 2007     | Spacewatch               |
| 611744 | 2007 EH181               | 14 marzo 2007     | Spacewatch               |
| 611745 | 2007 EK182               | 24 novembre 2003  | Kitt Peak Obs.           |
| 611746 | 2007 ES183               | 17 febbraio 2007  | Spacewatch               |
| 611747 | 2007 EK185               | 14 marzo 2007     | Mount Lemmon Survey      |
| 611748 | 2007 EQ192               | 14 marzo 2007     | CSS                      |
| 611749 | 2007 EP193               | 14 marzo 2007     | CSS                      |
| 611750 | 2007 EF194               | 27 febbraio 2007  | Spacewatch               |
| 611751 | 2007 EN202               | 9 marzo 2007      | Mount Lemmon Survey      |
| 611752 | 2007 ED209               | 14 marzo 2007     | Spacewatch               |
| 611753 | 2007 EK209               | 15 marzo 2007     | Spacewatch               |
| 611754 | 2007 EV220               | 12 marzo 2007     | Mount Lemmon Survey      |
| 611755 | 2007 EY223               | 13 marzo 2007     | Spacewatch               |
| 611756 | 2007 ES224               | 13 marzo 2007     | Spacewatch               |
| 611757 | 2007 EU225               | 12 novembre 2005  | Spacewatch               |
| 611758 | 2007 EX225               | 10 marzo 2007     | Mount Lemmon Survey      |
| 611759 | 2007 EJ226               | 12 marzo 2007     | Spacewatch               |
| 611760 | 2007 EP226               | 10 marzo 2007     | Mount Lemmon Survey      |
| 611761 | 2007 EA227               | 12 marzo 2007     | CSS                      |
| 611762 | 2007 ED227               | 14 marzo 2007     | Mount Lemmon Survey      |
| 611763 | 2007 ED228               | 9 marzo 2007      | Spacewatch               |
| 611764 | 2007 EE228               | 3 novembre 2015   | Mount Lemmon Survey      |
| 611765 | 2007 EH228               | 10 marzo 2007     | Spacewatch               |
| 611766 | 2007 ED229               | 25 febbraio 2007  | Spacewatch               |
| 611767 | 2007 EN229               | 11 marzo 2007     | Mount Lemmon Survey      |
| 611768 | 2007 EJ230               | 9 giugno 2016     | Pan-STARRS               |
| 611769 | 2007 EM231               | 14 marzo 2007     | Spacewatch               |
| 611770 | 2007 ET231               | 6 aprile 2013     | Mount Lemmon Survey      |
| 611771 | 2007 ER233               | 29 gennaio 2012   | Spacewatch               |
| 611772 | 2007 EX233               | 25 giugno 2014    | Mount Lemmon Survey      |
| 611773 | 2007 EM235               | 21 novembre 2015  | Mount Lemmon Survey      |
| 611774 | 2007 ER235               | 10 marzo 2007     | Spacewatch               |
| 611775 | 2007 EV235               | 12 luglio 2016    | Mount Lemmon Survey      |
| 611776 | 2007 EX235               | 12 marzo 2007     | Spacewatch               |
| 611777 | 2007 EJ236               | 3 settembre 2014  | Mount Lemmon Survey      |
| 611778 | 2007 EY236               | 27 settembre 2009 | Spacewatch               |
| 611779 | 2007 EF237               | 11 marzo 2007     | Mount Lemmon Survey      |
| 611780 | 2007 EJ237               | 7 ottobre 2012    | Pan-STARRS               |
| 611781 | 2007 EM237               | 17 ottobre 2010   | Mount Lemmon Survey      |
| 611782 | 2007 EN237               | 19 marzo 2013     | Pan-STARRS               |
| 611783 | 2007 EQ237               | 9 marzo 2007      | Spacewatch               |
| 611784 | 2007 EH238               | 14 marzo 2007     | Mount Lemmon Survey      |
| 611785 | 2007 EU239               | 14 marzo 2007     | Mount Lemmon Survey      |
| 611786 | 2007 EJ240               | 11 marzo 2007     | Spacewatch               |
| 611787 | 2007 EK240               | 14 marzo 2007     | Mount Lemmon Survey      |
| 611788 | 2007 EO240               | 13 marzo 2007     | Mount Lemmon Survey      |
| 611789 | 2007 EU240               | 13 marzo 2007     | Spacewatch               |
| 611790 | 2007 EV240               | 14 marzo 2007     | Mount Lemmon Survey      |
| 611791 | 2007 EE242               | 15 marzo 2007     | Spacewatch               |
| 611792 | 2007 FY3                 | 18 marzo 2007     | H. Kurosaki, A. Nakajima |
| 611793 | 2007 FM4                 | 18 marzo 2007     | H. Kurosaki, A. Nakajima |
| 611794 | 2007 FK6                 | 16 marzo 2007     | Mount Lemmon Survey      |
| 611795 | 2007 FB8                 | 16 marzo 2007     | Mount Lemmon Survey      |
| 611796 | 2007 FH11                | 16 marzo 2007     | Spacewatch               |
| 611797 | 2007 FX11                | 9 marzo 2007      | Spacewatch               |
| 611798 | 2007 FF14                | 19 marzo 2007     | Mount Lemmon Survey      |
| 611799 | 2007 FF16                | 19 marzo 2007     | Mount Lemmon Survey      |
| 611800 | 2007 FJ20                | 3 maggio 2002     | Spacewatch               |

## 611801–611900
| Nome   | Designazione provvisoria | Data di scoperta  | Scopritore                 |
| ------ | ------------------------ | ----------------- | -------------------------- |
| 611801 | 2007 FD45                | 16 marzo 2007     | Mount Lemmon Survey        |
| 611802 | 2007 FM46                | 26 marzo 2007     | Mount Lemmon Survey        |
| 611803 | 2007 FD47                | 20 marzo 2007     | Mount Lemmon Survey        |
| 611804 | 2007 FJ47                | 24 agosto 2001    | Spacewatch                 |
| 611805 | 2007 FH48                | 19 settembre 1998 | SDSS Collaboration         |
| 611806 | 2007 FW52                | 25 marzo 2007     | Mount Lemmon Survey        |
| 611807 | 2007 FY52                | 25 marzo 2007     | Mount Lemmon Survey        |
| 611808 | 2007 FB53                | 26 marzo 2007     | Mount Lemmon Survey        |
| 611809 | 2007 FG54                | 21 ottobre 2009   | Mount Lemmon Survey        |
| 611810 | 2007 FN54                | 20 marzo 2007     | Spacewatch                 |
| 611811 | 2007 FQ54                | 3 agosto 2014     | Pan-STARRS                 |
| 611812 | 2007 FX54                | 25 ottobre 2015   | Pan-STARRS                 |
| 611813 | 2007 FY54                | 3 febbraio 2012   | Pan-STARRS                 |
| 611814 | 2007 FF55                | 18 marzo 2007     | Spacewatch                 |
| 611815 | 2007 FX55                | 15 marzo 2012     | Mount Lemmon Survey        |
| 611816 | 2007 FO56                | 17 marzo 2018     | Pan-STARRS                 |
| 611817 | 2007 FS56                | 16 marzo 2007     | Mount Lemmon Survey        |
| 611818 | 2007 FY57                | 3 febbraio 2012   | Pan-STARRS                 |
| 611819 | 2007 FN58                | 12 aprile 2013    | Pan-STARRS                 |
| 611820 | 2007 FO58                | 29 luglio 2014    | Pan-STARRS                 |
| 611821 | 2007 FJ59                | 11 ottobre 2012   | Mount Lemmon Survey        |
| 611822 | 2007 FY59                | 25 marzo 2007     | Mount Lemmon Survey        |
| 611823 | 2007 FW60                | 26 marzo 2007     | Spacewatch                 |
| 611824 | 2007 FX60                | 26 marzo 2007     | Mount Lemmon Survey        |
| 611825 | 2007 FY60                | 18 marzo 2007     | Spacewatch                 |
| 611826 | 2007 FC61                | 16 marzo 2007     | Spacewatch                 |
| 611827 | 2007 FP61                | 20 marzo 2007     | Mount Lemmon Survey        |
| 611828 | 2007 FM62                | 25 marzo 2007     | Mount Lemmon Survey        |
| 611829 | 2007 GM2                 | 20 marzo 2007     | CSS                        |
| 611830 | 2007 GB3                 | 11 marzo 2007     | Mount Lemmon Survey        |
| 611831 | 2007 GE11                | 11 aprile 2007    | Spacewatch                 |
| 611832 | 2007 GM11                | 11 aprile 2007    | Spacewatch                 |
| 611833 | 2007 GM12                | 11 aprile 2007    | Spacewatch                 |
| 611834 | 2007 GX19                | 11 aprile 2007    | Spacewatch                 |
| 611835 | 2007 GK21                | 11 aprile 2007    | Mount Lemmon Survey        |
| 611836 | 2007 GM22                | 11 aprile 2007    | Mount Lemmon Survey        |
| 611837 | 2007 GF24                | 11 aprile 2007    | Spacewatch                 |
| 611838 | 2007 GF27                | 14 aprile 2007    | Spacewatch                 |
| 611839 | 2007 GM35                | 13 marzo 2007     | Mount Lemmon Survey        |
| 611840 | 2007 GB42                | 14 aprile 2007    | Spacewatch                 |
| 611841 | 2007 GD44                | 14 aprile 2007    | Mount Lemmon Survey        |
| 611842 | 2007 GF44                | 4 novembre 2005   | Mount Lemmon Survey        |
| 611843 | 2007 GW46                | 14 aprile 2007    | Spacewatch                 |
| 611844 | 2007 GS47                | 15 marzo 2007     | Mount Lemmon Survey        |
| 611845 | 2007 GG52                | 14 aprile 2007    | Spacewatch                 |
| 611846 | 2007 GV54                | 15 aprile 2007    | Spacewatch                 |
| 611847 | 2007 GR55                | 23 maggio 2003    | Spacewatch                 |
| 611848 | 2007 GM64                | 15 aprile 2007    | Spacewatch                 |
| 611849 | 2007 GR66                | 22 settembre 2003 | Spacewatch                 |
| 611850 | 2007 GX67                | 15 aprile 2007    | Spacewatch                 |
| 611851 | 2007 GP68                | 14 aprile 2007    | Mount Lemmon Survey        |
| 611852 | 2007 GP69                | 29 marzo 2007     | Spacewatch                 |
| 611853 | 2007 GT70                | 11 marzo 2007     | Mount Lemmon Survey        |
| 611854 | 2007 GG73                | 11 aprile 2007    | Spacewatch                 |
| 611855 | 2007 GR74                | 14 aprile 2007    | Mount Lemmon Survey        |
| 611856 | 2007 GV74                | 15 aprile 2007    | Spacewatch                 |
| 611857 | 2007 GG78                | 19 maggio 2013    | Mount Lemmon Survey        |
| 611858 | 2007 GL78                | 29 giugno 2014    | Pan-STARRS                 |
| 611859 | 2007 GW78                | 15 aprile 2007    | Spacewatch                 |
| 611860 | 2007 GY79                | 15 aprile 2007    | Spacewatch                 |
| 611861 | 2007 HR2                 | 16 aprile 2007    | Mount Lemmon Survey        |
| 611862 | 2007 HL7                 | 16 aprile 2007    | Mount Lemmon Survey        |
| 611863 | 2007 HA9                 | 18 aprile 2007    | Spacewatch                 |
| 611864 | 2007 HC9                 | 18 aprile 2007    | Spacewatch                 |
| 611865 | 2007 HR10                | 18 aprile 2007    | Mount Lemmon Survey        |
| 611866 | 2007 HW16                | 18 marzo 2007     | Spacewatch                 |
| 611867 | 2007 HH19                | 18 aprile 2007    | Spacewatch                 |
| 611868 | 2007 HG22                | 18 aprile 2007    | Spacewatch                 |
| 611869 | 2007 HJ22                | 18 aprile 2007    | Spacewatch                 |
| 611870 | 2007 HR22                | 18 aprile 2007    | Spacewatch                 |
| 611871 | 2007 HA23                | 18 aprile 2007    | Spacewatch                 |
| 611872 | 2007 HH23                | 18 aprile 2007    | Spacewatch                 |
| 611873 | 2007 HY28                | 20 marzo 2007     | Mount Lemmon Survey        |
| 611874 | 2007 HM32                | 11 aprile 2007    | Spacewatch                 |
| 611875 | 2007 HQ32                | 10 ottobre 2004   | Spacewatch                 |
| 611876 | 2007 HN37                | 24 gennaio 2003   | A. Boattini, O. R. Hainaut |
| 611877 | 2007 HM39                | 20 aprile 2007    | Mount Lemmon Survey        |
| 611878 | 2007 HQ39                | 20 aprile 2007    | Mount Lemmon Survey        |
| 611879 | 2007 HQ42                | 22 aprile 2007    | Mount Lemmon Survey        |
| 611880 | 2007 HW42                | 22 aprile 2007    | Mount Lemmon Survey        |
| 611881 | 2007 HC43                | 22 aprile 2007    | Mount Lemmon Survey        |
| 611882 | 2007 HE45                | 11 aprile 2007    | CSS                        |
| 611883 | 2007 HY47                | 20 aprile 2007    | Spacewatch                 |
| 611884 | 2007 HC48                | 20 aprile 2007    | Spacewatch                 |
| 611885 | 2007 HO48                | 20 aprile 2007    | Spacewatch                 |
| 611886 | 2007 HY49                | 20 aprile 2007    | Spacewatch                 |
| 611887 | 2007 HG50                | 20 aprile 2007    | Spacewatch                 |
| 611888 | 2007 HL51                | 20 aprile 2007    | Spacewatch                 |
| 611889 | 2007 HY52                | 20 aprile 2007    | Spacewatch                 |
| 611890 | 2007 HT53                | 4 ottobre 2004    | NEAT                       |
| 611891 | 2007 HU55                | 22 aprile 2007    | Spacewatch                 |
| 611892 | 2007 HK57                | 22 aprile 2007    | Mount Lemmon Survey        |
| 611893 | 2007 HG61                | 20 aprile 2007    | Spacewatch                 |
| 611894 | 2007 HE62                | 22 aprile 2007    | Mount Lemmon Survey        |
| 611895 | 2007 HB70                | 24 aprile 2007    | Spacewatch                 |
| 611896 | 2007 HF70                | 7 gennaio 2006    | Spacewatch                 |
| 611897 | 2007 HN70                | 19 aprile 2007    | Mount Lemmon Survey        |
| 611898 | 2007 HO70                | 14 marzo 2007     | Mount Lemmon Survey        |
| 611899 | 2007 HT76                | 23 aprile 2007    | Spacewatch                 |
| 611900 | 2007 HX80                | 14 aprile 2007    | Mount Lemmon Survey        |

## 611901–612000
| Nome              | Designazione provvisoria | Data di scoperta  | Scopritore                |
| ----------------- | ------------------------ | ----------------- | ------------------------- |
| 611901            | 2007 HN82                | 25 aprile 2007    | Mount Lemmon Survey       |
| 611902            | 2007 HS83                | 15 aprile 2007    | CSS                       |
| 611903            | 2007 HF85                | 24 aprile 2007    | Spacewatch                |
| 611904            | 2007 HV87                | 25 aprile 2007    | Spacewatch                |
| 611905            | 2007 HR88                | 15 marzo 2007     | Mount Lemmon Survey       |
| 611906            | 2007 HQ96                | 18 aprile 2007    | Mount Lemmon Survey       |
| 611907            | 2007 HW96                | 16 aprile 2007    | Mount Lemmon Survey       |
| 611908            | 2007 HR98                | 26 marzo 2007     | Mount Lemmon Survey       |
| 611909            | 2007 HW99                | 18 aprile 2007    | Mount Lemmon Survey       |
| 611910            | 2007 HL100               | 25 aprile 2007    | Mount Lemmon Survey       |
| 611911            | 2007 HC101               | 10 ottobre 2015   | Pan-STARRS                |
| 611912            | 2007 HH101               | 25 aprile 2007    | Spacewatch                |
| 611913            | 2007 HS101               | 4 luglio 2016     | Pan-STARRS                |
| 611914            | 2007 HT101               | 20 aprile 2007    | Spacewatch                |
| 611915            | 2007 HX101               | 5 dicembre 2015   | Pan-STARRS                |
| 611916            | 2007 HP102               | 24 aprile 2007    | Mount Lemmon Survey       |
| 611917            | 2007 HS102               | 6 novembre 2010   | Mount Lemmon Survey       |
| 611918            | 2007 HU102               | 18 marzo 2010     | Mount Lemmon Survey       |
| 611919            | 2007 HC103               | 25 marzo 2007     | Mount Lemmon Survey       |
| 611920            | 2007 HT103               | 5 aprile 2011     | Mount Lemmon Survey       |
| 611921            | 2007 HO104               | 25 aprile 2007    | CSS                       |
| 611922            | 2007 HV104               | 23 aprile 2007    | Mount Lemmon Survey       |
| 611923            | 2007 HW104               | 19 aprile 2007    | Mount Lemmon Survey       |
| 611924            | 2007 HC105               | 19 aprile 2013    | Pan-STARRS                |
| 611925            | 2007 HU106               | 19 aprile 2007    | Mount Lemmon Survey       |
| 611926            | 2007 HO109               | 28 agosto 2014    | Pan-STARRS                |
| 611927            | 2007 HK110               | 22 aprile 2007    | Spacewatch                |
| 611928            | 2007 HU110               | 20 aprile 2007    | Spacewatch                |
| 611929            | 2007 HE111               | 19 aprile 2007    | Spacewatch                |
| 611930            | 2007 HR111               | 18 aprile 2007    | Mount Lemmon Survey       |
| 611931            | 2007 HG112               | 23 aprile 2007    | Mount Lemmon Survey       |
| 611932            | 2007 JC8                 | 9 maggio 2007     | Mount Lemmon Survey       |
| 611933            | 2007 JT13                | 9 maggio 2007     | Mount Lemmon Survey       |
| 611934            | 2007 JQ14                | 10 maggio 2007    | Mount Lemmon Survey       |
| 611935            | 2007 JT16                | 30 settembre 2003 | Spacewatch                |
| 611936            | 2007 JN18                | 25 marzo 2007     | Mount Lemmon Survey       |
| 611937            | 2007 JK20                | 11 maggio 2007    | Mount Lemmon Survey       |
| 611938            | 2007 JS20                | 11 maggio 2007    | Mount Lemmon Survey       |
| 611939            | 2007 JY20                | 11 maggio 2007    | Mount Lemmon Survey       |
| 611940            | 2007 JB24                | 9 maggio 2007     | Spacewatch                |
| 611941            | 2007 JJ24                | 2 febbraio 2006   | Spacewatch                |
| 611942            | 2007 JD25                | 9 maggio 2007     | Mount Lemmon Survey       |
| 611943            | 2007 JQ28                | 10 maggio 2007    | Mount Lemmon Survey       |
| 611944            | 2007 JT28                | 10 maggio 2007    | Mount Lemmon Survey       |
| 611945            | 2007 JU29                | 20 aprile 2007    | Spacewatch                |
| 611946            | 2007 JV30                | 31 gennaio 2006   | Spacewatch                |
| 611947            | 2007 JY31                | 19 aprile 2007    | Mount Lemmon Survey       |
| 611948            | 2007 JM33                | 12 maggio 2007    | Mount Lemmon Survey       |
| 611949            | 2007 JO38                | 11 aprile 2007    | Spacewatch                |
| 611950            | 2007 JX42                | 14 maggio 2007    | SSS                       |
| 611951            | 2007 JN43                | 10 marzo 2007     | NEAT                      |
| 611952            | 2007 JK44                | 18 aprile 2007    | Mount Lemmon Survey       |
| 611953            | 2007 JL45                | 10 maggio 2007    | Mount Lemmon Survey       |
| 611954            | 2007 JS46                | 13 maggio 2007    | Mount Lemmon Survey       |
| 611955            | 2007 JA47                | 11 maggio 2007    | Mount Lemmon Survey       |
| 611956            | 2007 JO47                | 3 luglio 2008     | Mount Lemmon Survey       |
| 611957            | 2007 JG48                | 15 aprile 2015    | Mount Lemmon Survey       |
| 611958            | 2007 JV48                | 13 febbraio 2011  | Mount Lemmon Survey       |
| 611959            | 2007 JX48                | 30 agosto 2014    | Mount Lemmon Survey       |
| 611960            | 2007 JD49                | 27 settembre 2009 | Mount Lemmon Survey       |
| 611961            | 2007 JG49                | 13 maggio 2007    | Mount Lemmon Survey       |
| 611962            | 2007 JH49                | 10 gennaio 2006   | Spacewatch                |
| 611963            | 2007 JN49                | 15 ottobre 2009   | Mount Lemmon Survey       |
| 611964            | 2007 JS50                | 8 gennaio 2011    | Mount Lemmon Survey       |
| 611965            | 2007 JT50                | 21 febbraio 2017  | Mount Lemmon Survey       |
| 611966            | 2007 JF51                | 28 gennaio 2014   | Mount Lemmon Survey       |
| 611967            | 2007 JJ51                | 12 maggio 2007    | Mount Lemmon Survey       |
| 611968            | 2007 KV3                 | 26 aprile 2007    | Mount Lemmon Survey       |
| 611969            | 2007 KZ9                 | 9 ottobre 2015    | Pan-STARRS                |
| 611970            | 2007 KM10                | 25 maggio 2007    | Mount Lemmon Survey       |
| 611971            | 2007 KT10                | 29 gennaio 2011   | Mount Lemmon Survey       |
| 611972            | 2007 KY11                | 26 maggio 2007    | Mount Lemmon Survey       |
| 611973            | 2007 LC                  | 5 giugno 2007     | W. Bickel                 |
| 611974            | 2007 LG5                 | 16 maggio 2007    | Mount Lemmon Survey       |
| 611975            | 2007 LW6                 | 8 giugno 2007     | Spacewatch                |
| 611976            | 2007 LE8                 | 13 maggio 2007    | Mount Lemmon Survey       |
| 611977            | 2007 LR18                | 24 aprile 2007    | Mount Lemmon Survey       |
| 611978            | 2007 LC27                | 13 maggio 2007    | Spacewatch                |
| 611979            | 2007 LH27                | 12 giugno 2007    | Spacewatch                |
| 611980 Pauquachin | 2007 LH30                | 11 giugno 2007    | D. D. Balam, K. M. Perret |
| 611981            | 2007 LS34                | 24 aprile 2007    | Mount Lemmon Survey       |
| 611982            | 2007 LX35                | 10 giugno 2007    | Spacewatch                |
| 611983            | 2007 LY35                | 10 giugno 2007    | Spacewatch                |
| 611984            | 2007 LC36                | 10 giugno 2007    | Spacewatch                |
| 611985            | 2007 LN36                | 24 marzo 2006     | Mount Lemmon Survey       |
| 611986            | 2007 LU36                | 23 aprile 2007    | Mount Lemmon Survey       |
| 611987            | 2007 LG37                | 14 giugno 2007    | Spacewatch                |
| 611988            | 2007 LP38                | 22 novembre 2008  | Mount Lemmon Survey       |
| 611989            | 2007 LU38                | 14 maggio 2015    | Pan-STARRS                |
| 611990            | 2007 LM39                | 16 marzo 2012     | Mount Lemmon Survey       |
| 611991            | 2007 LQ39                | 6 agosto 2016     | Pan-STARRS                |
| 611992            | 2007 MM1                 | 10 maggio 2007    | Mount Lemmon Survey       |
| 611993            | 2007 MS1                 | 25 marzo 2007     | Mount Lemmon Survey       |
| 611994            | 2007 MN2                 | 16 maggio 2007    | Spacewatch                |
| 611995            | 2007 MR4                 | 26 maggio 2007    | Mount Lemmon Survey       |
| 611996            | 2007 MS5                 | 17 giugno 2007    | Spacewatch                |
| 611997            | 2007 MK9                 | 13 maggio 2007    | Mount Lemmon Survey       |
| 611998            | 2007 MX12                | 21 giugno 2007    | Mount Lemmon Survey       |
| 611999            | 2007 MY16                | 7 maggio 2007     | Mount Lemmon Survey       |
| 612000            | 2007 MQ17                | 21 giugno 2007    | Mount Lemmon Survey       |